# Liturgický svátek
Liturgický svátek nebo jen svátek (latinsky festum) je v liturgii římskokatolické církve liturgickým dnem prostředního stupně (nižšího než slavnost, ale vyššího než památka). Většinou oslavuje osoby a události zmiňované v Bibli. Má menší význam než neděle. Ve všeobecném římském kalendáři je celkem 25 svátků (z toho dva pohyblivé – svátek Svaté rodiny a svátek Křtu Páně), vedle toho mohou existovat i liturgické svátky pro určitý stát, řád, oblast nebo kostel.

## Další svátky slavené včeských zemích
1. svátek sv. Vojtěcha (23. dubna)
2. svátek sv. Jana Nepomuckého (16. května)
3. svátek sv. Benedikta (11. července)

V jednotlivých diecézích je svátkem také výroční den konsekrace příslušné katedrály:
- 2. prosince v plzeňské diecézi
- 22. prosince v českobudějovické diecézi
- 12. května v pražské arcidiecézi
- 21. května v brněnské diecézi
- 30. června v olomoucké arcidiecézi
- 16. července v ostravsko-opavské diecézi
- 20. září v litoměřické diecézi
- 30. října v královéhradecké diecézi

Dále je v českobudějovické diecézi slaven svátek sv. Mikuláše (6. prosince) a v ostravsko-opavské diecézi svátek sv. Hedviky Slezské (16. října).